# Толстое (Семёновский район)
Толстое (укр. Товсте) — село, Товстовский сельский совет, Семёновский район, Полтавская область, Украина.
Население по переписи 2001 года составляло 296 человек.
Является административным центром Товстовского сельского совета, в который, кроме того, входят сёла Бадёровка, Гребли, Новая Александровка, Новоселица, Слюзовка и Червоный Лиман.

## Географическое положение
Село Толстое находится на берегу реки Кривая Руда, выше по течению на расстоянии в 2,5 км расположено село Вольное. Река в этом месте пересыхает, на ней сделана запруда.

## История
Есть на карте 1812 года